# (36825) 2000 SL87
2000 SL87 (asteroide 36825) é um asteroide da cintura principal. Possui uma excentricidade de 0.21886990 e uma inclinação de 5.51014º.
Este asteroide foi descoberto no dia 24 de setembro de 2000 por LINEAR em Socorro.